# Алиев, Алван Мадат оглу
Aлван Мадат оглы Алиев (Алван Кябирли) (азерб. Əlvan Mədət oğlu Əliyev (Əlvan Kəbirli); 25 июля 1947 — 3 марта 2014) — глава исполнительной власти Низаминского района города Гянджи (1991—1993), Передовой деятель образования Азербайджанской Республики, член Союза писателей и Союза журналистов Азербайджана.

## Биография
Родился 25 июля 1947 года в селе Салманбейли Агджабединского района Азербайджанской Республики. Начальное образование получил в семилетней школе села Салманбейли. В 1964 году окончил одиннадцатилетнюю школу № 2 города Агджабеди. В 1964 году поступил на исторический факультет Азербайджанского Государственного Университета им. С. М. Кирова (Бакинский государственный университет), в 1968 году окончил этот университет с отличием. В том же году на основе государственного назначения был направлен в Кировабадский Государственный Педагогический Институт имени Г. Зардаби (Гянджинский государственный университет) на должность старшего преподавателя.
С ноября 1968 года по декабрь 1969 года проходил военную службу в рядах Советской Армии. В 1974—1977 годах проходил обучение на очном отделении философских наук аспирантуры АГУ (нынешний БГУ) и вернулся в КГПИ имени Г.Зардаби (нынешний ГГУ). 5 февраля 1975 года создал семью, имеет трёх детей. С сентября 1982 года по февраль 1983 года прошёл курсы квалификации в Ростовском государственном университете (Российская Федерация). До конца жизни преподавал в Гянджинском государственном университете на кафедре социальных наук.

## Профессиональная деятельность
- 1968 — назначен преподавателем на кафедре «Философия и научный коммунизм» (кафедра социальных наук) в Кировабадском Государственном Педагогическом Институте имени Г.Зардаби (Гянджинский Государственный Университет)
- 1987 — назначен старшим преподавателем на той же кафедре
- 1983—1989 — был заместителем секретаря Комитета Партии института и Руководителем Комитета Народного Контроля
- 1990 — избран депутатом Совета Народных Депутатов города Гянджи
- 1991—1993 — был Главой Исполнительной Власти Низаминского района города Гянджи
- 2009 — удостоен звания «Передового деятеля образования Азербайджанской Республики» Министерством Образования Республики.
- 2007 — член Союза Журналистов Азербайджана
- 2010 — член Союза Писателей Азербайджана
- 2012 — указом Члена Правления Профсоюза работников Средств Массовой Информации Азербайджана стал лауреатом премии «Золотое Перо»
- Автор одной книги, 42 научных и сотен научно-публицистических статей

## Общественно-политическая деятельность
Наряду с педагогической деятельностью Алван Кебирли был в первых рядах национально-освободительного движения, достигшего своего апогея в конце 1980-х. В декабре 1989 года согласно указанию из Москвы было проведено региональное совещание Республиканского Комитета Государственной Безопасности в Сабирабаде, где имя Алвана Кебирли было особенно подчеркнуто в списке ста самых активных участников национально-освободительного движения, которых требовалось незамедлительно арестовать. Алван Кебирли также сыграл исключительную роль в предотвращении событий кровавого января 1990 года в Гяндже, а также в возвращении исторического имени города.

## Научно-публицистическая деятельность
С 1975 года выступал в газетах и журналах с научными, научно-публицистическими и публицистическими статьями. С 1988 года его деятельность в этой сфере приобретает особенно интенсивный характер. Был членом редакционной коллегии журналов «Мархамат», «Инсан ве ганун», «Рузигяр», а также газет «Гендженин сеси», «Новости Гянджи», «Генчебасар» и «Рузигяр». Был членом Союза Писателей и Союза Журналистов Азербайджана. удостоен звания «Передового деятеля образования Азербайджанской Республики» Министерством Образования Республики.

## Сфера научный интересов
Развитие национальных отношений в Азербайджанской Республике.

## Основные труды
«Сийасет нашылары севмир» (политика не любит дилетантов), Баку, Издательство ЕЛМ, 2008, 375 страниц.